# Бесконечная история
«Бесконечная история» (нем. Die Unendliche Geschichte, вар. — «Бесконечная книга», «История, конца которой нет») — роман, написанный немецким писателем Михаэлем Энде в 1979 году. Книга возымела большую популярность и в последующие три года выдержала 15 переизданий. Книга впоследствии была переведена на множество других языков.
Энде начал работать над книгой в 1977 году по совету своего издателя Хансьёрга Вайтбрехта. Издательство «Thienemann», в котором была издана книга, лично одобрило концепцию сюжета. Книгу Энде планировал закончить к Рождеству, но работа затянулась в итоге на два года: сначала писатель не мог детально продумать сюжет (Энде даже не верил, что ему удастся растянуть его на сотню страниц), а затем он никак не мог придумать финал. В процессе работы Энде решил, что книга должна иметь двухцветный шрифт: красный для сюжетной линии Бастиана и синий или зелёный для сюжетной линии Атрейо. Иллюстратором оригинального издания стала Розита Куадфлиг, которая в свою очередь предложила идею, чтобы каждая глава начиналась с виньетки. 
На русском языке книга впервые была выпущена в 1992 году в пересказе Татьяны Набатниковой. В 1997 году был выпущен полноценный перевод Александры Исаевой и Лилианны Лунгиной.

## Сюжет
Сюжет книги разворачивается в двух мирах: Реальности и Фантазии. События построены так, что «сказочная» сюжетная линия сначала является событиями книги, которую читает главный герой.
Первая сюжетная линия рассказывает о мальчике 11 лет по имени Бастиан Бальтазар Букс, который очень несчастлив: его притесняют старшие мальчишки, он не очень хорошо учится и физически неповоротлив, его мать умерла, а отец-стоматолог после её смерти совершенно замыкается в себе. Единственная отрада Бастиана — это книги и его фантазии. Однажды, убегая от хулиганов, он прячется в антикварной лавке господина Карла Конрада Кореандера, где замечает толстую книгу в кожаном переплёте, носившую название «Бесконечная История». Бастиан крадёт эту книгу и, укрывшись от всех на школьном чердаке, начинает читать её. В книге описываются приключения Атрейо — мальчика-воина из страны Фантазии. Страна эта гибнет под напором всепожирающего Ничто, по мере того, как правящая ею Девочка Королева, которая живёт в Башне из Слоновой Кости, медленно умирает от неизвестной болезни. Атрейо получает поручение найти способ спасти Королеву. Он отправляется в Великий Поиск по землям Фантазии. По дороге Атрейо спасает от смерти Дракона Счастья Фалькора, который после этого становится его спутником. Поиск в конечном итоге приводит Атрейо к Южному Оракулу, где юноша узнаёт, что спасти Императрицу может только человеческий ребёнок, то есть, ребёнок извне Фантазии, который должен дать Девочке Королеве новое имя. Бастиан постепенно начинает с удивлением понимать по мере чтения, что этот ребёнок — он сам.
Продолжая Великий Поиск Атрейо и Фалькор сталкиваются с воином Ничто оборотнем Гморком, который к этому времени находится при смерти. От него Атрейо узнаёт, что Ничто — это порождение из Реальности, которое сотворили человеческие ложь и потеря умения фантазировать. Также он узнаёт, что ему не попасть в Реальность, чтобы привести человеческого ребёнка. После этого Гморка поглощает Ничто, а Атрейо и Фалькор с трудом добираются до Башни, чтобы объявить Девочке Королеве о своём поражении. Когда Бастиан читает описание Королевы, то ему на ум приходит имя Лунита (в оригинале нем. Mondenkind — дитя луны). Королева совершенно не расстроена и сообщает Атрейо, что он привёл этого ребёнка с собой, и тому достаточно лишь произнести вслух её имя. Бастиан колеблется, отказываясь верить в происходящее, и тогда Королева отправляется к Старику с Блуждающей Горы, который пишет «историю в истории», чтобы показать этому ребёнку, что он уже вовлечён в повествование. Бастиан наконец всё понимает, когда Старик начинает зачитывать всю историю заново с того момента, когда Бастиан зашёл в книжную лавку, и произносит имя Королевы. Сразу после этого он оказывается в темноте, но затем появляется Королева и даёт ему свой символ-амулет — аурин, который даёт его обладателю власть над всеми жителями Фантазии и воплощает в реальности сказочного мира все его желания (на обратной стороне амулета написано «Делай, что хочешь»). Королева говорит Бастиану, что хотя Фантазии теперь больше не существует, Бастиан легко может возродить её своим воображением, и что все его желания будут сбываться, пока он не отыщет своё самое главное желание, после чего исчезает.
В Фантазии Бастиан переживает ряд приключений, переходя от одного исполненного желания к другому, — желание исполняется в том случае, если Бастиан про это самое желание нафантазирует какую-нибудь историю. Когда он наконец встречает Атрейо, тот предлагает ему отправиться в Башню из Слоновой Кости, чтобы узнать у Королевы, как ему вернуться в свой мир. Бастиан нехотя соглашается, так как не чувствует в себе желания вернуться домой. Он ещё не знает, что у аурина есть свойство: каждый раз, когда он загадывает желание, аурин стирает из его памяти воспоминание о реальном мире. Поддавшись собственному произволу, отдаляясь всё дальше от Девочки Королевы и своих новоприобретённых друзей, а также подвергнувшись влиянию злой волшебницы Ксайды, Бастиан теряет всякие ориентиры: его единственным желанием становится жажда власти. Тогда Атрейо хочет забрать у него аурин, но Бастиан противится этому и прогоняет того с Фалькором. Когда он добирается до Башни, то обнаруживает, что Королевы в ней нет, — каждый может увидеть её только один раз. Тогда Бастиан, у которого почти не осталось воспоминаний о своём прошлом Я, решает объявить себя Правителем Фантазии, но тут выясняется, что Атрейо собрал против него войско мятежников, и в назначенный день коронации происходит битва, которая заканчивается тем, что Бастиан ранит Атрейо и тот вместе с Фалькором улетает от Бастиана, а Башня уничтожена возникшим в ходе битвы пожаром. Бастиан бросается в погоню за Атрейо, но войско Бастиана обессилено и бросает его. А сам он через какое-то время добирается до Города Бывших Королей — место, где навсегда застряли такие же, как он, человеческие люди, воспоминания которых были стёрты желаниями, исполненными аурином. Они как зомби ходят по улицам, ничего не понимая и ничего не желая. Только тогда Бастиан осознаёт свою ничтожность и, раскаявшись, начинает одинокое странствие по Фантазии, попадая в пути в различные приключения и волей-неволей продолжая фантазировать желания, тем самым теряя свои воспоминания.
Так он попадает в Рудник Забытых Картин, которые являются забытыми снами из Реальности. От добывающих их Слепого Рудокопа Бастиан узнаёт, что ему нужно найти среди них свой сон и отнести его к источнику Живой Воды, где тогда откроется портал в его мир. Он находит сон с изображением своего отца, хотя к тому моменту совершенно не помнит его. Он несёт его к источнику, но по дороге на него налетают самые весёлые существа Фантазии, которых он когда-то сам же и создал, и разрушают картину. К счастью, в этот момент Бастиан вновь встречается с Атрейо и, полностью раскаявшись, кладёт перед ним аурин, который до этого носил всё время с собой. Благодаря этому Бастиан, Атрейо и Фалькор оказываются в зале с Живой Водой и с двумя Змеями, которые служат вратами между мирами. Отпив Живой воды, Бастиан получает назад все воспоминания. Но вернуться домой он не может, потому что все истории, которые он придумал в Фантазии, не были доведены им до конца и остались бесконечными. Довести их до конца берётся Атрейо, и Бастиан, распрощавшись с ним, получает возможность уйти в свой мир. Бастиан приходит в себя на школьном чердаке на следующее утро после того, как украл книгу. Всё, как и раньше, но самой книги нигде нет. Позже он приходит в магазин к Кореандру и признаётся в содеянном, но тот, выслушав рассказ Бастиана, говорит, что верит ему, потому что сам когда-то побывал в Фантазии. Бастиан с надеждой спрашивает его, есть ли способ снова вернуться в Фантазию, и Кореандер отвечает, что это будет возможно только в том случае, если Бастиан придумает Девочке Королеве совершенно новое имя. Когда мальчик уходит, Кореандер, глядя ему вслед, говорит, что, возможно, Бастиан не только сможет вернуться в Фантазию, но и поможет множеству других людей попасть туда, «но это уже совсем другая история».

## Персонажи
- Бастиан Бальтазар Букс — мальчик, которому предстоит прочитать «Бесконечную историю» и понять, что это не просто книга;
- Атрейо (в немецком оригинале Атрею (Atreju) — юноша из племени зеленокожих, воин мира Фантазии; Истинная Сущность Бастиана;
- Фалькор (в немецком оригинале Фухур (Fuchur) — Дракон Счастья;
- Карл Конрад Кореандер — владелец антикварной лавки;
- Девочка Королева — повелительница мира Фантазии.

## Интерпретации и критика
Сам Энде не любил публично давать интерпретацию собственным произведениям. В ответ на вопрос, какова «мораль» «Бесконечной истории», он писал: «Поэзия и искусство не объясняют мир, они изображают его… Хорошее стихотворение не рассказывает, как улучшить мир; оно само по себе — кусочек улучшенного мира, а поэтому в „морали“ нет необходимости». Из-за этого многие критики упрекали его в эскапизме и трактовали «Бесконечную историю» как призыв укрыться от неприглядной реальности в мире фантазий. Сам Энде, тем не менее, однажды всё-таки написал о посыле своей сказки: «Это история о мальчике, который теряет связь со своим внутренним миром… и [этот мир] растворяется в Ничём, и ему приходится прыгнуть в это Ничто — то же придётся сделать и нам, европейцам. Мы успешно избавились от всех наших ценностей, и теперь нам придётся набраться храбрости, чтобы прыгнуть в это Ничто — ведь только так нам удастся пробудить те потаённые, глубинные творческие силы, с помощью которых мы сможем построить новую Фантазию, то есть новый мир ценностей».
В сюжете и образности «Бесконечной истории» многие усматривают влияние известного оккультиста Алистера Кроули. По собственному признанию Энде, он позаимствовал у Кроули концепт «истинной воли» и призыв «Делай, что хочешь» (Tu was du willst), выгравированный на обратной стороне аурина; при этом, однако, Энде утверждал, что сам по себе этот принцип восходит к знаменитому высказыванию Августина: «Люби Бога и делай, что хочешь». Имя, данное Бастианом Девочке-Королеве — Лунита, или Луниана (в немецком оригинале Mondenkind, буквально «Лунное дитя») — восходит, по-видимому, к одноимённому роману Кроули, опубликованному в 1917 году. Эти «оккультные» аллюзии позволили ряду христианских публицистов, в частности, богослову Клаусу Бергеру, подвергнуть повесть критике за пропаганду оккультизма и сатанизма, а Луниту отождествить с Люцифером (чьё имя переводится как «светоносный»). Сам Энде, хотя и признавал, что использовал в своей сказке некоторые идеи и образы из работ Кроули, довольно критично отзывался о его учении в целом, называя его «герметическим китчем» и «эклектичной мешаниной из… Элифаса Леви, мадам Блаватской и франкмасонской литературы, приправленной ницшеанством и поданной в древнеегипетской посуде». Он также подчёркивал, что его книга — «не о чёрной, белой, клетчатой или ещё какой-нибудь магии».
В сюжете произведения также заметны мотивы германской мифологии. В частности, Гморк — волк, охотившийся за Атрейо, — своим обликом и поведением напоминает оборотня, даже хтонического монстра Фенрира. Ожидание конца света — та черта, которая роднит Гморка со скандинавским Фенриром.
Примечателен и эпизод с цепью: подобно Тюру Атрейо становится жертвой клыков чудовищного волка; однако, в отличие от германского бога, герой «Бесконечной Истории» пытается не обмануть зверя, но, напротив — помочь ему.

## Повесть в искусстве
Экранизации
- В 1984 году Вольфганг Петерсен и компания Warner Brothers сняли одноимённый фильм по первой половине книги, завоевавший широкую популярность и, в свою очередь, увеличивший аудиторию книги. Михаэль Энде, однако, остался недоволен фильмом и судился с создателями фильма по поводу многочисленных искажений сюжета — с требованием изменить название фильма, однако его иск не был удовлетворён. Единственное, что сделала кинокомпания — убрала упоминания об Энде в титрах.
- Затем, в 1990 году, был выпущен «Бесконечная история 2», снятый по второй половине повести.
- В 1994 году был выпущен «Бесконечная история 3», снятый по самостоятельному сценарию и с книгой связанный только использованием имён персонажей.
- В 2001 году появился сериал под названием «Новая бесконечная история», состоявший из 15 серий.
- В марте 2024 года издание Variety сообщило, что студия See-Saw Films запустила производство новый фильм по мотивам книги.

В опере
- «Бесконечная История» оказала заметное влияние на сюжет рок-оперы «Авантазия». Непосредственно по сюжету повести написана одноимённая опера композитора Зигфрида Матуса (2004).

Игры
- «Бесконечная история» — игра для программируемых микрокалькуляторов «Электроника», опубликованная в 1980-х в журнале «Техника — молодёжи»[прояснить][значимость?].
- The NeverEnding Story — текстовый квест (на английском языке) для компьютера ZX Spectrum 128, 1985 года выпуска. Написан достаточно строго по книге и считался сложным для прохождения[8]